# Assens Sogn
Assens Sogn er et sogn i Assens Provsti (Fyens Stift).
Assens Sogn lå i Assens købstad, som geografisk hørte til Båg Herred i Odense Amt. Købstadens landdistrikt hørte administrativt til herredet, men blev opløst i 1895, hvor ejendommene blev fordelt mellem købstaden og de omliggende landsogne. Ved kommunalreformen i 1970 indgik købstaden i Assens Kommune.
I Assens Sogn ligger Vor Frue Kirke.
I sognet findes følgende autoriserede stednavne:
- Asnæs (areal)
- Assens (bebyggelse, ejerlav)
- Møllerhuse (bebyggelse)
- Sandled (bebyggelse)